# UCI Women's ProSeries 2023
L'UCI Women's ProSeries 2023 è stata la quarta edizione dell'UCI Women's ProSeries, il secondo circuito per importanza nel ciclismo femminile. Il suo calendario era composto da 8 gare, che si sono svolte dal 16 febbraio al 30 settembre 2023 in Europa.
Il programma comprendeva cinque corse di un giorno (1.Pro) e tre corse a tappe (2.Pro).

## Calendario
La principale novità della stagione è rappresentata dall'inserimento in calendario della Volta Comunitat Valenciana e della Navarra Women's Elite Classic, mentre la Omloop Het Nieuwsblad e il Giro di Svizzera sono entrati a far parte del calendario World Tour.
| N. | Data           | Evento                                             | Cat.  | Vincitrice            | Squadra                        |
| -- | -------------- | -------------------------------------------------- | ----- | --------------------- | ------------------------------ |
| 1  | 16-19 febbraio | Setmana Ciclista Valenciana (2023)                 | 2.Pro | Justine Ghekiere      | AG Insurance-Soudal Quick-Step |
| 2  | 15 marzo       | Nokere Koerse (2023)                               | 1.Pro | Lotte Kopecky         | Team SD Worx                   |
| 3  | 29 marzo       | Dwars door Vlaanderen (2023)                       | 1.Pro | Demi Vollering        | Team SD Worx                   |
| 4  | 12 aprile      | Freccia del Brabante (2023)                        | 1.Pro | Silvia Persico        | UAE Team ADQ                   |
| 5  | 29-30 aprile   | Festival Elsy Jacobs (2023)                        | 2.Pro | Ally Wollaston        | AG Insurance-Soudal Quick-Step |
| 6  | 10 maggio      | Navarra Women's Elite Classic (2023)               | 1.Pro | Riejanne Markus       | Jumbo-Visma                    |
| 7  | 23-28 maggio   | Internationale LOTTO Thüringen Ladies Tour (2023)  | 2.Pro | Lotte Kopecky         | Team SD Worx                   |
| 8  | 30 settembre   | Giro dell'Emilia Internazionale Donne Elite (2023) | 1.Pro | Cecilie Uttrup Ludwig | FDJ-Suez                       |